# Yangelʹ (kráter)

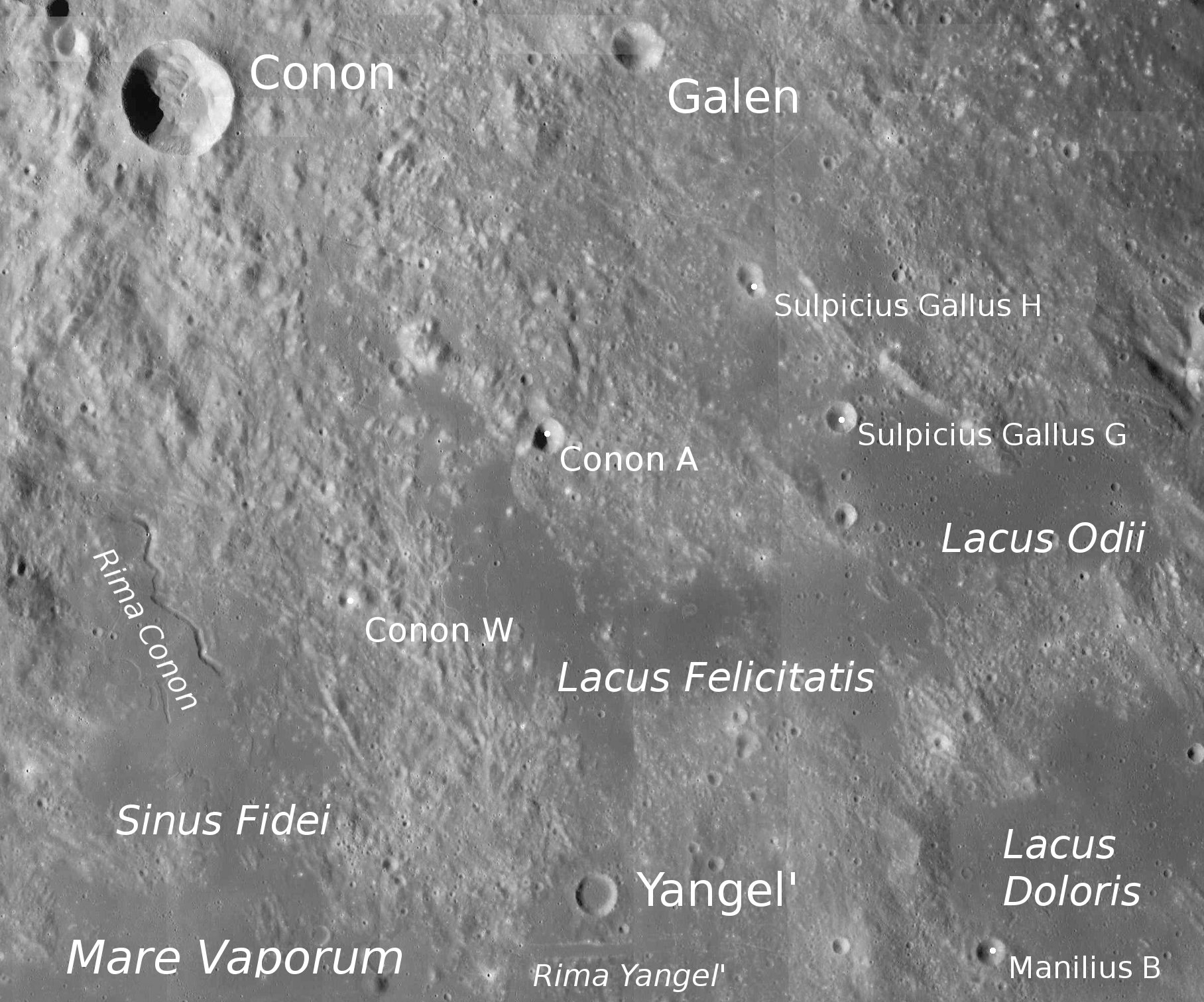
Kráter Yangelʹ a okolí.

Yangelʹ je malý měsíční impaktní kráter nacházející se v členitém terénu severně od měsíčního moře Mare Vaporum (Moře par) a jižně od Lacus Felicitatis (Jezero štěstí) na přivrácené straně Měsíce. Východně leží Lacus Doloris (Jezero žalu), jižně brázda Rima Yangelʹ a severozápadně Sinus Fidei (Záliv důvěry).
Yangelʹ má průměr 9 km, pojmenován je podle sovětského raketového inženýra Michaila K. Jangela. Než jej v roce 1973 Mezinárodní astronomická unie přejmenovala na současný název, nesl kráter označení Manilius F.